# Jewgeni Wiktorowitsch Nalimow
Jewgeni Wiktorowitsch Nalimow (russisch Евгений Викторович Налимов; * 23. Februar 1965 in Nowosibirsk) ist ein russischer Mathematiker und Schachprogrammierer. Er ist für seine Arbeit im Computerschach bekannt.
Für die Entwicklung von Algorithmen und Programmen zur Erstellung der nach ihm benannten Nalimov-Endspieldatenbanken wurde er 2002 in Maastricht mit einem von ChessBase ausgelobten Preis ausgezeichnet.